# Villarzel-Cabardès
Villarzel-Cabardès település Franciaországban, Aude megyében. Lakosainak száma 270 fő (2022. január 1.). Villarzel-Cabardès Bagnoles, Laure-Minervois, Villegly és Villeneuve-Minervois községekkel határos.

## Népesség
A település népessége az elmúlt években az alábbi módon változott:
| Lakosok száma | 156  | 131  | 130  | 170  | 210  | 229  | 238  | 249  | 257  | 270  |
|               | 1968 | 1982 | 1990 | 2006 | 2013 | 2015 | 2017 | 2019 | 2020 | 2022 |